# Sant Pau de la Guàrdia
San Pablo de la Guardia ( en catalán Sant Pau de la Guàrdia) es una pequeña aldea (65 habitantes, 54 de los cuales habitan en diseminado INE 2014) del municipio de Bruch de la comarca de Noya, en la provincia de Barcelona de la comunidad autónoma de Cataluña en España.
Este pequeño núcleo de población se erguía primitivamente junto al castillo de La Guardia o de Bonifacio, documentado desde el 973, que fue propiedad de los vizcondes de Barcelona, en un contrafuerte del macizo de Montserrat, al noroeste del alto de Can Maçana. Junto al castillo se edificó la iglesia románica de San Pablo el Viejo (Sant Pau Vell) (año de 1084), en que fue renovada en el cambio de siglo entre el XIII y el XIV y que actualmente está en ruina y abandonada. Entre 1740 y 1742 se construyó una nueva iglesia algo más hacia el valle, cerca del antiguo masía Elías u Horno de Vidrio, en el lugar donde existía desde el siglo XIII una capilla dedicada a San Abundio (Sant Aon).
En sus orígenes la parroquia de San Pablo fue la de todo el término de Bruch, pero a raíz del despoblamiento del siglo XV se invirtió la situación y entre los siglos XVI y XIX consta como sufragánea de la de Bruch. En el siglo XIX recuperó su carácter de parroquia rural.
En el hecho de desligarse del monasterio de Montserrat tuvo mucho que ver su obispo Francisco del Castillo Vintimilla, que la sustrajo a la tutela monacal.
Quedan restos de las paredes del castillo de La Guardia o Saguardia (1158) y también quedan restos de la antigua iglesia parroquial de San Pablo de la Guardia.
Altura sobre el nivel del mar: 680 m.

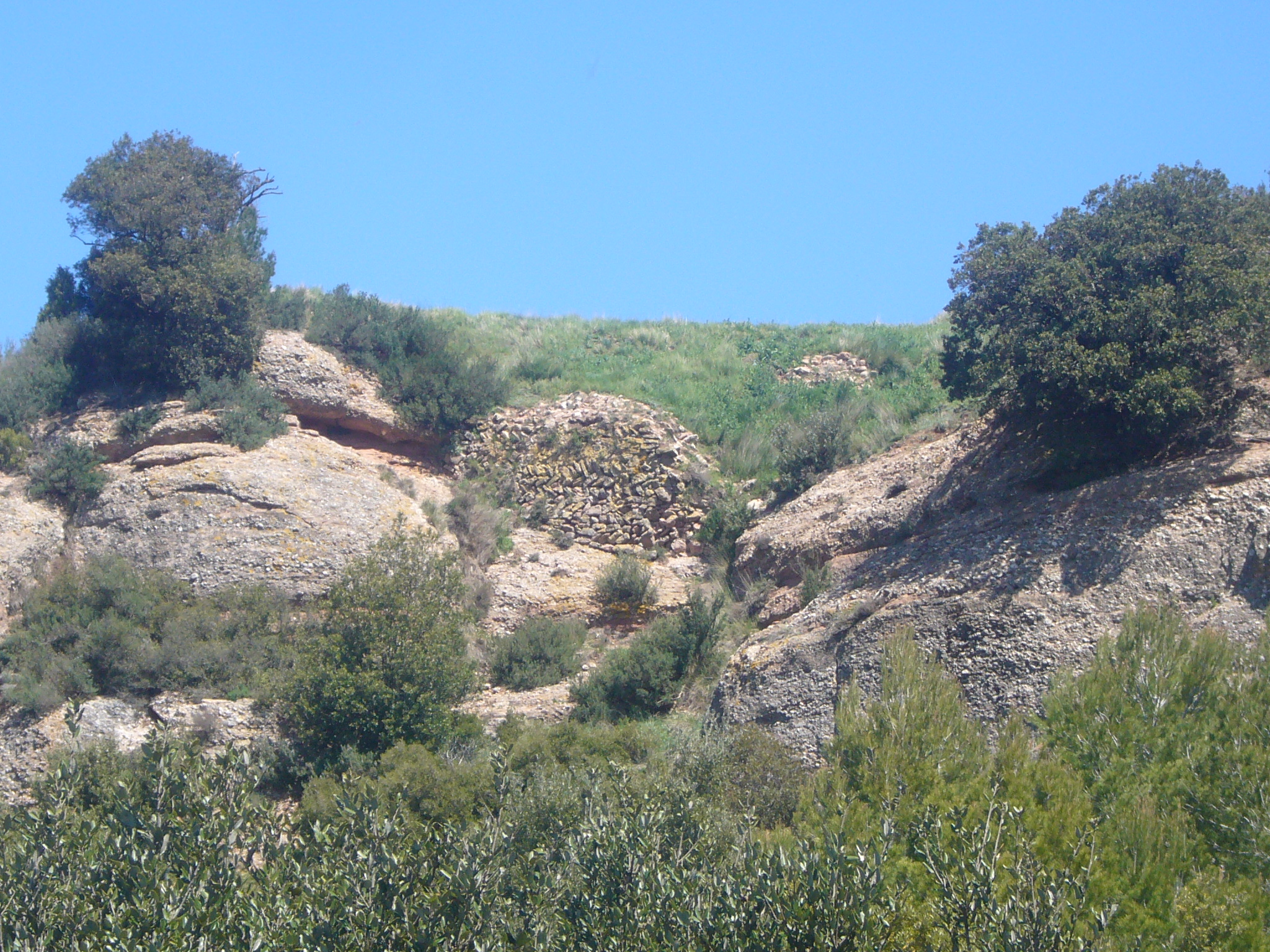
Restos del castillo de La Guardia o de Bonifacio.
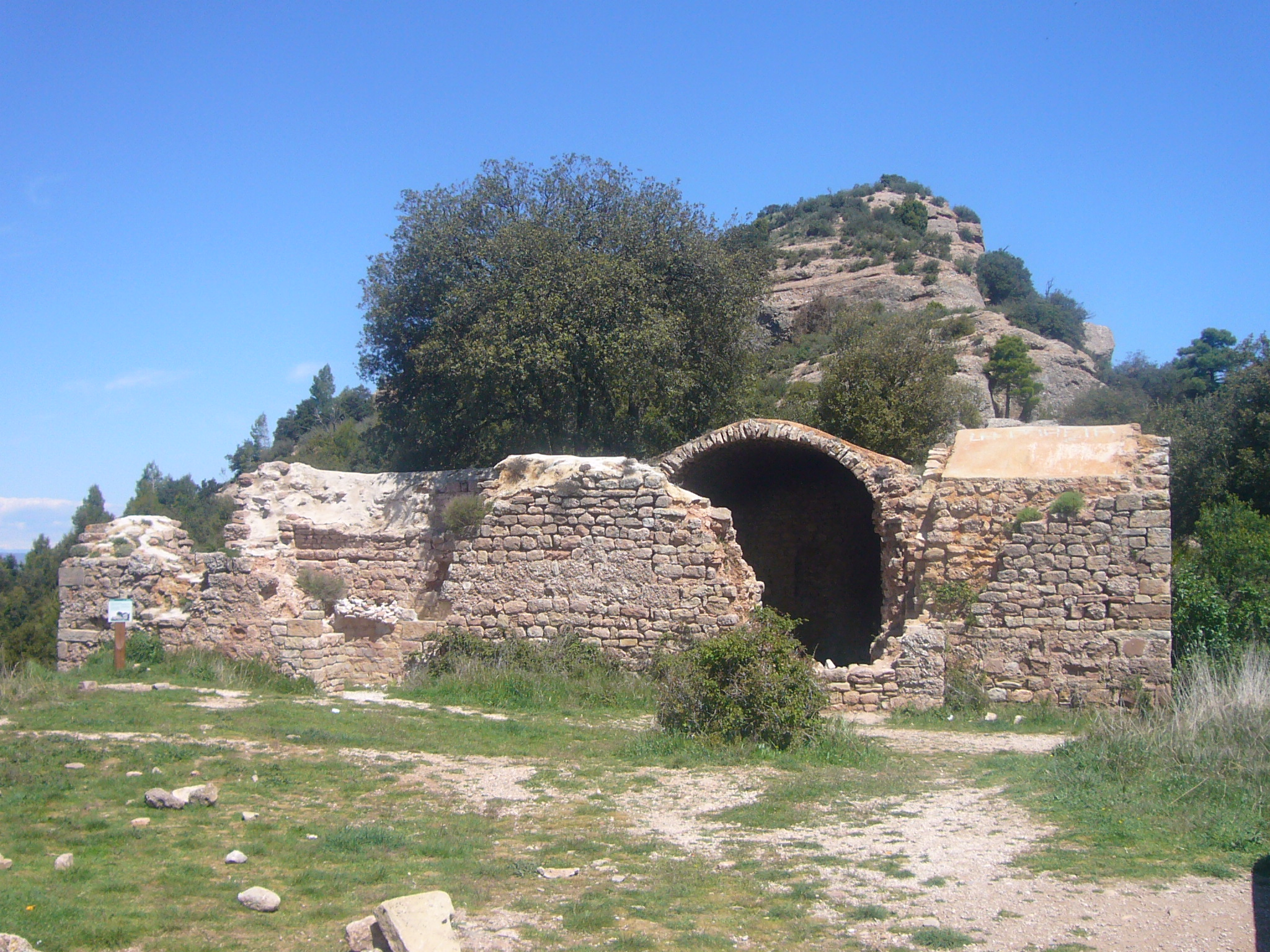
Restos de la iglesia románica de San Pablo el Viejo.

## La iglesia actual
Situada en el núcleo urbano y adosada al conjunto de casas de Ca n'Elias, esta iglesia se construyó el año 1740 sobre los restos de la capilla de San Abundio. Está documentada en el siglo XII. Es de planta rectangular, con cuatro capillas laterales. En la fachada está la puerta de entrada de estructura arquitrabada y un ojo de buey en la parte alta. Tiene adosado un campanario de torre de planta cuadrada. En el frontal del altar conserva una escena de la conversión de San Pablo procedente del antiguo retablo de San Pablo de la Guardia, del siglo XVII.

## Camino de Santiago de Compostela
Sant Pau de la Guàrdia se encuentra en la primera etapa del Camino Catalán de Santiago de Compostela, entre el Monasterio de Montserrat y Jorba.